# أورلاندو رودريغوس
أورلاندو رودريغوس (بالبرتغالية: Orlando Rodrigues‏) هو دراج برتغالي، ولد في 21 أكتوبر 1969 في توريس فيدراس في البرتغال.

## وصلات خارجية
- أورلاندو رودريغوس على موقع أرشيف الدراجات (الإنجليزية)
- أورلاندو رودريغوس على موقع أوليمبيديا (الإنجليزية)